# Blossoms
Blossoms est un groupe britannique d'indie pop, originaire de Stockport, dans le Grand Manchester, en Angleterre. Formé en 2013, le groupe compte Tom Ogden au chant et à la guitare, Charlie Salt à la basse et aux chœurs, Josh Dewhurst à la guitare et aux percussions, Joe Donovan à la batterie et Myles Kellock au clavier, synthétiseur et chœurs,.
Ils sont nommés parmi les artistes émergents les plus talentueux de 2016 dans le sondage annuel Sound of..., organisé par la BBC et terminent à la quatrième place. Cette année là, le groupe était l'un des deux seuls groupes de guitare de la liste des nommés. Le premier album éponyme de Blossoms est l'un des douze albums en lice pour le Mercury Music Prize en 2017, la même année, ils sont également nommés dans la catégorie « révélation britannique de l'année » aux Brit Awards.

## Histoire

### Formation
Tous les membres du groupes sont nés à l'hôpital Stepping Hill de Stockport et grandissent à moins de 3 kilomètres l'un de l'autre mais ne se rencontrent que plus tard dans leurs vies. Tom Ogden et Joe Donovan se connaissent en 2005 lors d'un voyage scolaire au parc d'attraction Alton Towers, organisé pour les élèves assidus. Pendant leurs années de lycée, ils deviennent fans des groupes de la scène musicale locale de Manchester tels que Oasis et The Stone Roses, qu'ils sont allés voir en concert ensemble. Donovan connaissait auparavant le bassiste Charlie Salt car tous les membres de Blossoms sont allés dans le même collège mais pas au même moment. Tom Ogden, le chanteur et guitariste, commence à écrire des chansons à l'âge de 15 ans, encouragé par son père mais ne faisait pas encore partie d'un groupe. Charlie Salt, le bassiste était auparavant membre des Mutineers avec les anciens de Haven[Lequel ?], Iwan Gronow et Jack Mitchell[source insuffisante]. Après le lycée, Donovan et plus tard Ogden travaillent à l'Alma Lodge Hotel. Ils sont ensuite rejoints par Kellock, grâce aux recommandations d'Ogden après qu'il rejoint le groupe qui deviendrait plus tard Blossoms. 
L'Alma Lodge Hotel accueille également les groupes dans lesquels les cinq membres jouaient avant la formation de Blossoms. Salt et le guitariste Josh Dewhurst se produisaient initialement dans d'autres groupes avant de rejoindre le groupe en janvier 2013. Ogden, Donovan et Kellock passent souvent leur temps de travail à discuter du groupe et à jouer des démos, ce qui leur vaut plusieurs rappels à l'ordre. Le 3 avril 2013, Blossoms joue son premier concert au Night and Day Cafe sur Oldham Street à Manchester, l'entrée valait alors 3£.

### Débuts
Alors que Charlie Salt rejoint le groupe, ils répètent gratuitement au chantier où son grand-père entrepose des échafaudages. Ce lieu est d'ailleurs présent sur la couverture de leur premier album. Le groupe tire son nom du pub The Blossoms au coin de Bramhall Lane et Buxton Road à Stockport. Ogden et Salt avaient souvent mentionné à Donovan à quel point Blossoms est un bon nom de groupe, ce qui conduit à l'appeler ainsi. Ils ont depuis joué dans ce même pub.
En janvier 2014, le groupe sort son premier single, You Pulled a Gun on Me, enregistré aux Eve Studios à Stockport. Puis, le 14 janvier, ils sortent un clip pour cette chanson, produit par le groupe lui-même avec le budget modique de 60 £. Au printemps 2014, Blossoms signe chez Skeleton Key Records (appartenant à James Skelly du groupe anglais The Coral). Entre mars et août 2014, Blossoms entame sa première tournée au Royaume-Uni pour promouvoir leur EP Bloom, alors qu'ils n'avaient joué que des concerts pendant leurs week-ends auparavant, les membres du groupe occupant tous des emplois à temps plein (à l'exception de Dewhurst qui n'avait que 16 ans étaient encore étudiant). Le premier article sur le groupe parait sur le site web spécialisé dans la musique Louder Than War et ils jouent leur premier festival au Tramlines à Sheffield aux Yellow Arch Studios. Ils étaient en première partie de James Skelly (de The Coral) à Castlefield Bowl devant 8 000 spectateurs, le 11 juillet 2014. Ils ont décrit plus tard cet évènement comme un tournant dans leur carrière. James Skelly produit leur premier single officiel Blow, sorti le 26 août 2014, dont le clip est tourné là où ils répétaient.
À l'automne 2014, les membres quittent leurs emplois pour se consacrer pleinement au groupe et font par la suite une autre tournée complète du Royaume-Uni. Cette fois-ci, le concert prévu à Manchester, à Sound Control, un lieu rendu célèbre par The Stone Roses et New Order, se joue à guichet fermé, ainsi que le concert au Deaf Institute de Manchester le 1er novembre. Au cours de l'hiver, Blossoms enregistre Cut Me and I'll Bleed aux Parr Street Studios à Liverpool avec James Skelly et annonce ensuite une grande tournée du Royaume-Uni entre le 31 janvier et le 28 mars 2015.
Grâce à une connaissance dans le monde de la musique, le chanteur Liam Fray, ils partent en tournée avec The Charlatans et The Courteeners en mars 2015. Le 18 mars 2015, Blossoms est invité par BBC Introducing (qui soutient les jeunes talents) à se produire au festival SXSW dans le bar Latitude 30 à Austin au Texas . Blossoms enregistre et sorti l'EP Blown Rose entre juin et juillet, le clip de la chanson, sorti le 31 juillet en même temps que l'EP, est à nouveau tourné sur le chantier du grand-père de Charlie. Cet EP est le premier sorti sous contrat avec Virgin EMI bien qu'ils n'annoncent cette nouvelle collaboration que le 18 août de cette même année. Le groupe travaille toujours avec James Skelly en tant que producteur.
S'ensuivent des festivals tels que The Great Escape, Y Not et les festivals de Reading et Leeds mais aussi la première partie des Courteeners au Heaton Park. Blossoms est tête d'affiche pour la première fois le 5 septembre au Tim Peak's Diner dans le cadre du Festival N°6. Leur prestation est immortalisée sous la forme d'un 33 tours pour le Record Store Day en 2017.

### Blossoms
L'enregistrement de leur premier album commence en septembre 2015. Le 4 octobre, Blossoms annonce que son prochain single intitulé Charlemagne sortira sur iTunes et Spotify le 5 octobre. Le 30 octobre, l'EP Charlemagne sort avec trois autres chansons (Across the Moor, For Evelyn et Polka Dot Bones). Charlemagne connait alors un succès commercial et devient la chanson du jour de la BBC Radio 1, elle figure aussi sur une liste de Spotify en 2016 : Spotlight on 2016. Le succès commercial de la chanson se prolonge jusqu'en décembre où elle domine le palmarès des vinyles vendus à Noël.
Le 5 janvier 2017, Blossoms annonce son EP At Most a Kiss, ils sortent la chanson suivie du clip. Pour la promotion de leur EP, Blossoms joue In2 pour le BBC Radio 1 Live Lounge, une reprise du groupe de hip-hop WSTRN. Ils annoncent le 22 janvier que l'enregistrement de leur premier album était terminé. Lors de leur troisième tournée en tant que tête d'affiche, Blossoms avait comme première partie Viola Beach, un groupe anglais d'indie pop dont les membres sont tués au cours de la tournée dans un accident de voiture avec leur manager le 13 février 2016. Pour le reste de la tournée, Blossoms jouera une performance enregistrée du groupe au Royal Leamington Spa aux moments où Viola Beach aurait dû jouer. Le 23 février 2017 sort l'EP At Most a Kiss. Le 12 avril 2017, Annie Mac joue leur chanson Getaway pour la première fois sur la BBC Radio 1 avant la sortie à minuit du single sur iTunes et Spotify. En mai, il est annoncé que Blossoms jouerait son plus grand concert et soutiendrait les Stone Roses au stade Etihad le 15 juin 2016 car Ian Brown, le chanteur du groupe est fan de Blossoms. Une fois de plus, Blossoms joue des festivals tout l'été, près de 41 selon les comptes de Dewhurst. Le premier album éponyme de Blossoms sort le 5 août avec les singles My Favorite Room et Honey Sweet sortis en précommande bien avant. L'album rencontre des critiques majoritairement favorables et atteint le sommet du UK Albums Chart lors de sa première semaine, faisant de cet album leur premier numéro un. En août, ils font aussi la couverture du magazine NME. La tournée en automne pour appuyer la sortie de l'album affiche complet, il en est de même pour la performance au Plaza Theatre de Stockport programmée à minuit le jour de la sortie de l'album.
Le 9 septembre 2017, Blossoms se produit à la Manchester Arena dans le cadre de We Are Manchester, un concert pour marquer la réouverture du lieu à la suite d'une attaque terroriste trois mois auparavant.

### Cool Like You
Cool Like You est le titre de leur deuxième album studio. Il sort au Royaume-Uni le 27 avril 2018, sous Virgin EMI Records. L'album est également produit par James Skelly et Rich Turvey. Il culmine à la 4e position au UK Albums Chart, et première au Official Vinyl Albums Chart. Le groupe suit la sortie de l'album avec une tournée au Royaume-Uni à guichet fermé, celle-ci comprenait une date à l'O2 Apollo à Manchester et trois concerts à Stockport Plaza. Après avoir joué quelques festivals pendant l'été, Blossoms annonce une autre tournée au Royaume-Uni en décembre, comprenant deux dates à l'O2 Victoria Warehouse de Manchester et à l'O2 Brixton Academy de Londres. Le jour de la mise en vente des billets pour cette tournée ils se vendent en quelques minutes.
En juin 2019, Blossoms joue un concert pour marquer leur retour au stade de Edgeley Park, tous les billets se vendent en moins d'une heure.

### Derniers albums
Le groupe sort son troisième album, Foolish Loving Spaces, le 31 janvier 2020. Avant l'album, les singles Your Girlfriend, The Keeper et If You Think This Is Real Life sortent en avant première. Foolish Loving Spaces atteint la première place des charts britanniques, et est donc leur deuxième album à le faire. Le groupe sort son quatrième album, Ribbon Around the Bomb, le 29 avril 2022. Il atteint la première place des classements d'albums au Royaume-Uni, pour la troisième fois.
Le cinquième album du groupe, Gary, sort le 20 septembre 2024 et se classe premier du UK Albums Chart une semaine plus tard. Produit par J Lloyd et James Skelly, l'album porte le nom d'un gorille en fibre de verre de 2,4 m volé dans une jardinerie du Lanarkshire au début de l'année 2023.

## Membres
- Tom Ogden - chant, guitare rythmique, piano
- Charlie Salt - basse, guitare, chœurs
- Josh Dewhurst - guitare solo, percussions
- Joe Donovan - batterie
- Myles Kellock - clavier, synthétiseur, piano, chœurs

## Discographie

### Albums studio
- 2016 : Blossoms
- 2018 : Cool Like You
- 2020 : Foolish Loving Space
- 2022 : Ribbon Around the Bomb
- 2024 : Gary